# Mattjisch Horn
Mattjisch Horn är en bergstopp i Schweiz.   Den ligger i regionen Plessur och kantonen Graubünden, i den östra delen av landet, 170 km öster om huvudstaden Bern. Toppen på Mattjisch Horn är 2 461 meter över havet, eller 254 meter över den omgivande terrängen. Bredden vid basen är 6,0 km.
Terrängen runt Mattjisch Horn är huvudsakligen bergig, men den allra närmaste omgivningen är kuperad. Närmaste större samhälle är Chur, 14,5 km väster om Mattjisch Horn. 
Trakten runt Mattjisch Horn består i huvudsak av gräsmarker. Runt Mattjisch Horn är det glesbefolkat, med 8 invånare per kvadratkilometer.